# Бидзароне
Бидзаро́не, Биццароне (итал. Bizzarone) — коммуна в Италии, находится в регионе Ломбардия, в провинции Комо.
Население составляет 1494 человека (2008), плотность населения составляет 747 чел./км². Занимает площадь 2 74 км². Почтовый индекс — 22020. Телефонный код — 031.
Покровителем коммуны почитается святой Эвазий Астийский, празднование 1 декабря.

## Демография
Динамика населения:

## Администрация коммуны
- Официальный сайт: http://comune.bizzarone.co.it/